# Cymbalophora
Cymbalophora és un gènere de lepidòpters ditrisis de la família dels erèbids (Erebidae), subfamília Arctiinae.

## Distribució
Les espècies del gènere Cymbalophora es troben distribuïdes majoritàriament pel sud d'Europa (Portugal, Espanya, França i Itàlia), tot i que s'ha observat en alguna zona de l'Azerbaidjan.

## Taxonomia
- Cymbalophora haroldi
- Cymbalophora oertzeni
- Cymbalophora powelli
- Cymbalophora pudica
- Cymbalophora rivularis

## Galeria

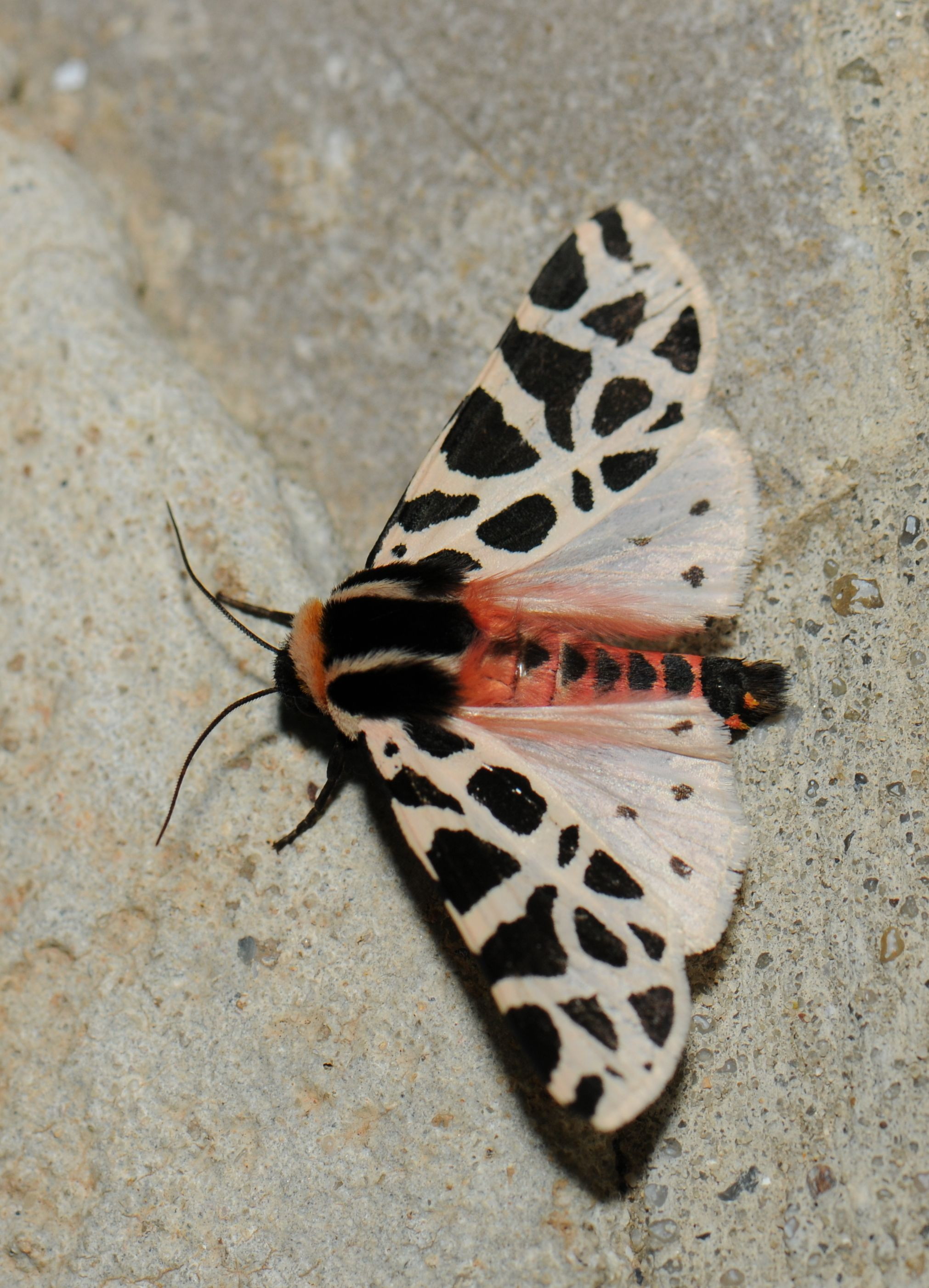
Cymbalophora pudica
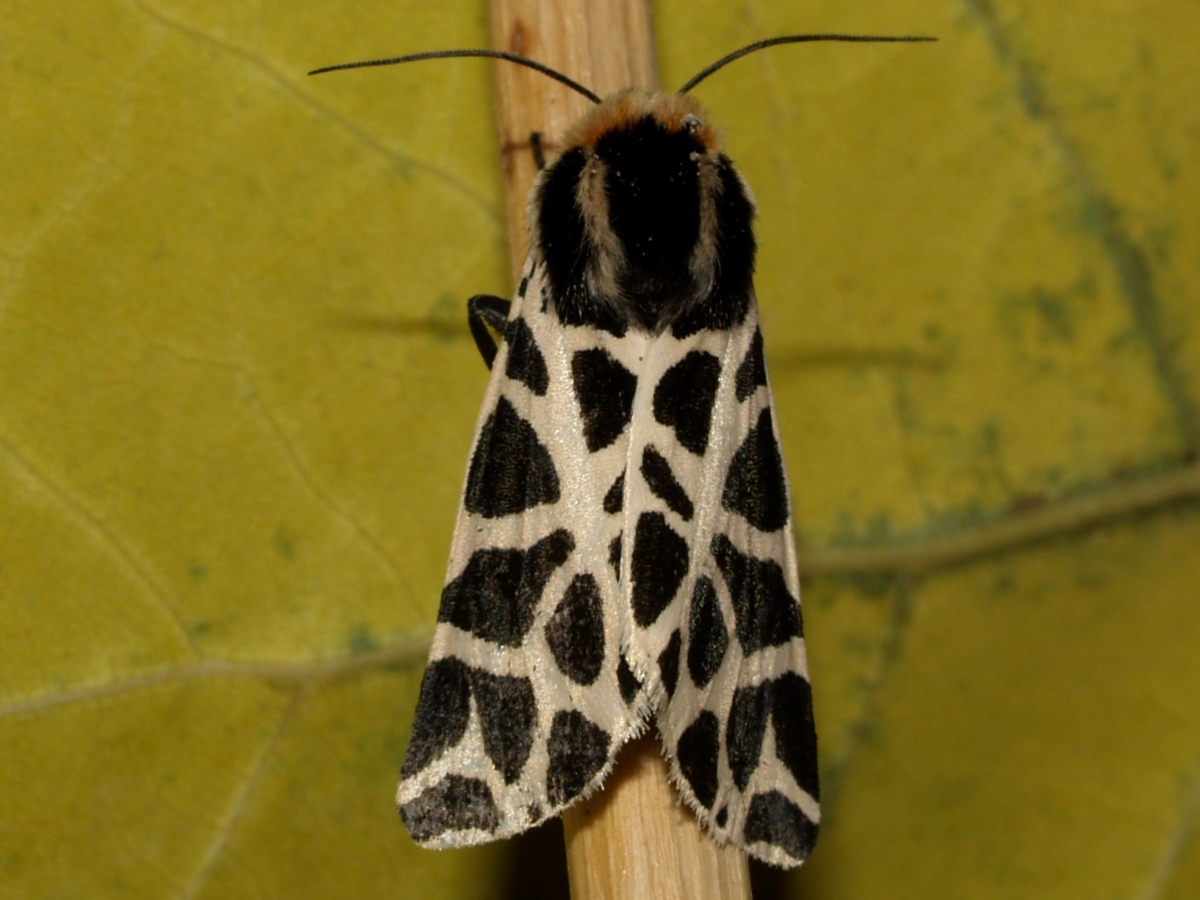
Cymbalophora pudica
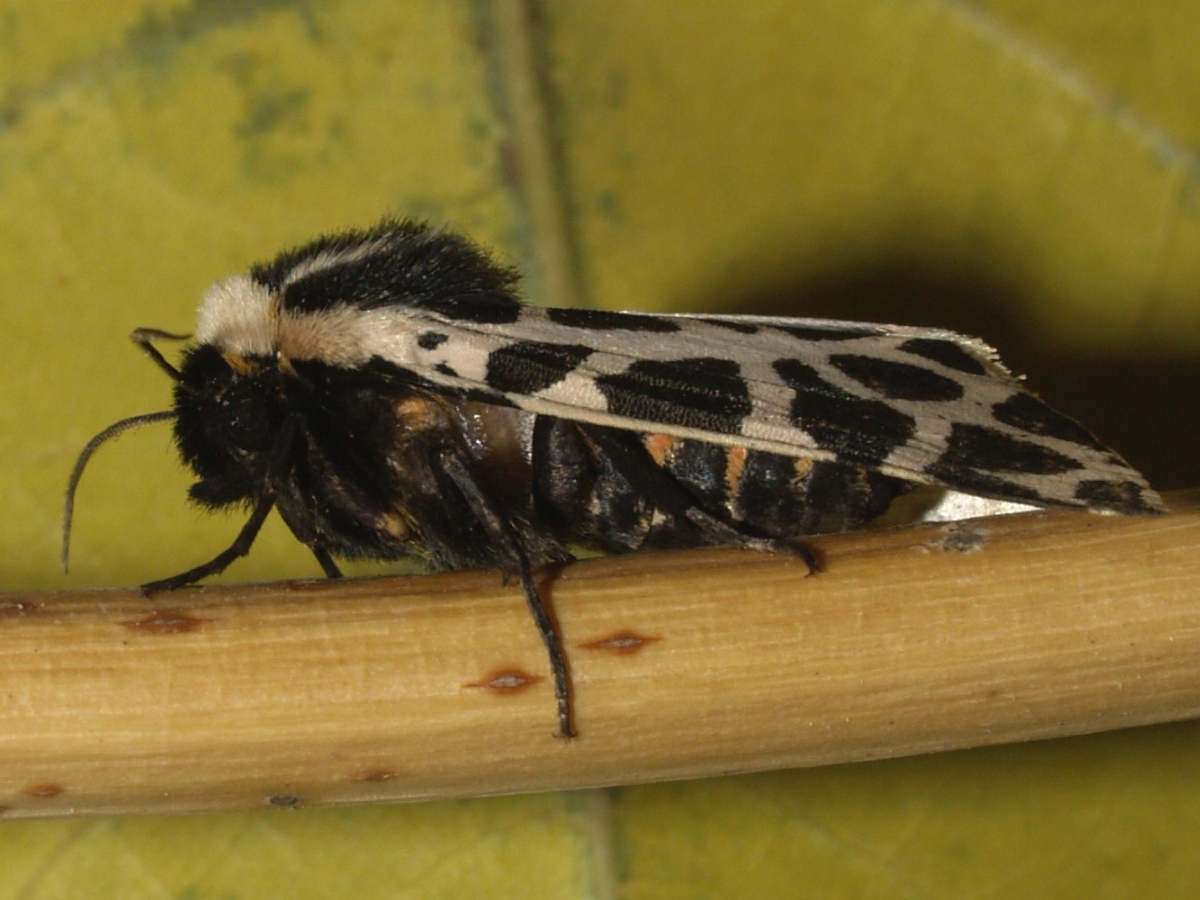
Cymbalophora pudica
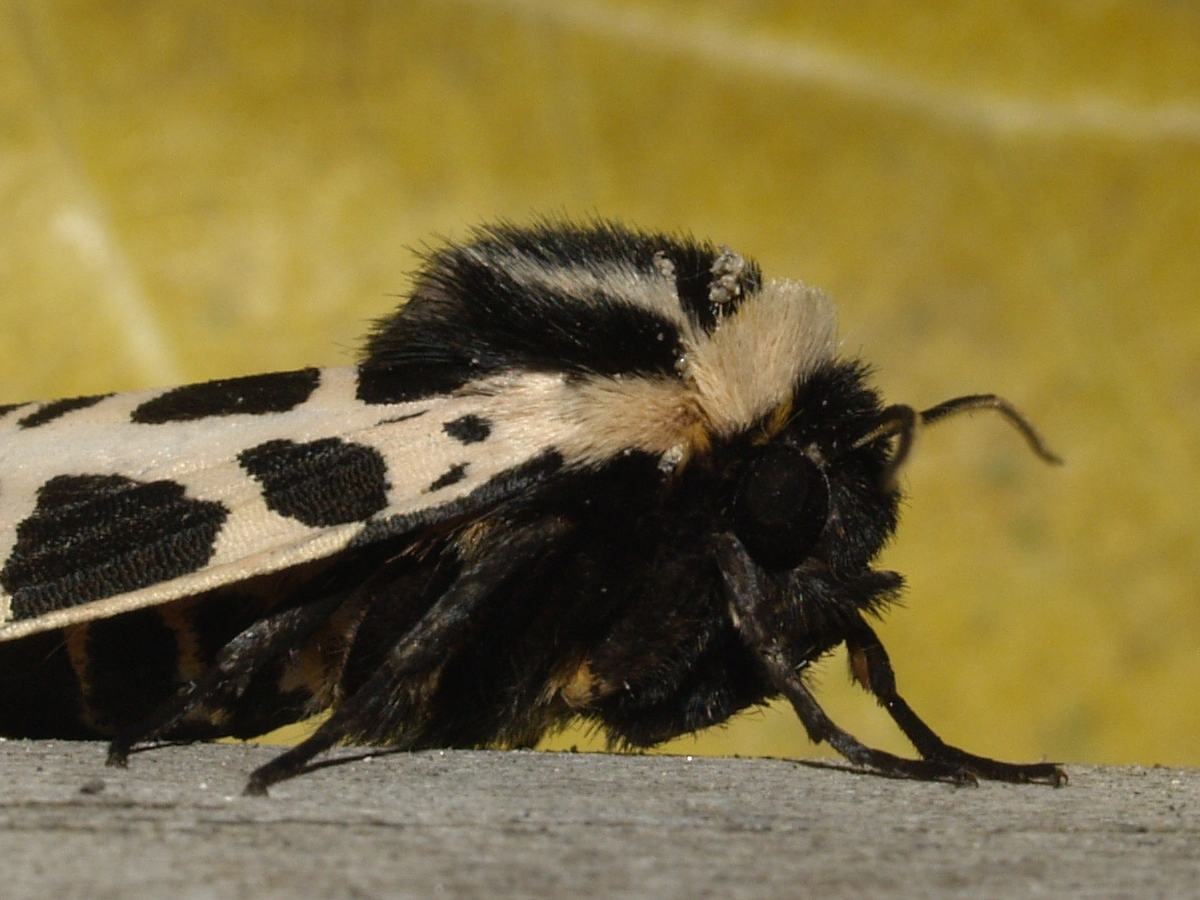
Cymbalophora pudica
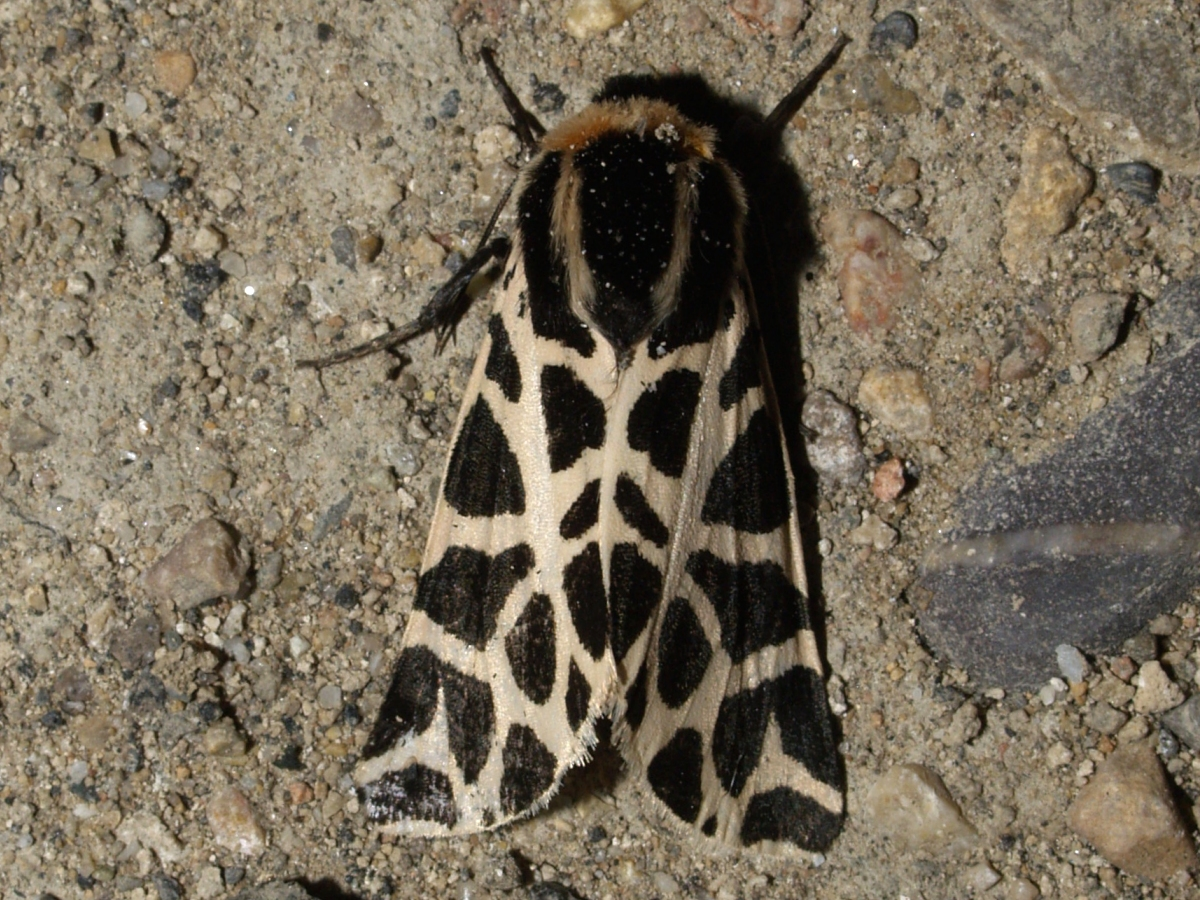
Cymbalophora pudica
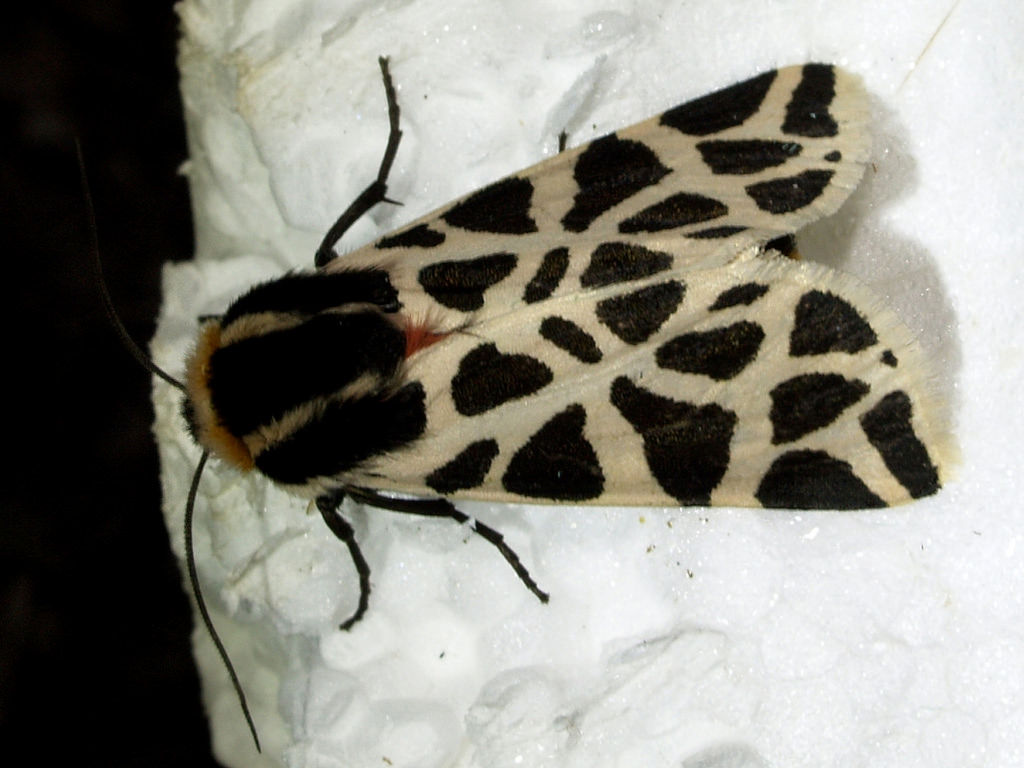
Cymbalophora pudica
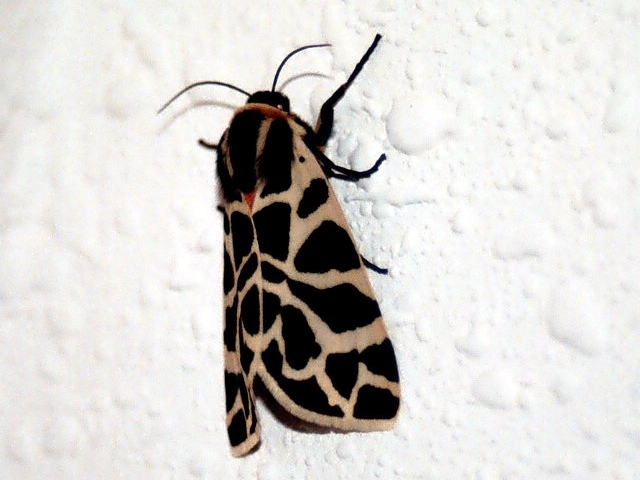
Cymbalophora pudica